# KMT5A
KMT5A (англ. Lysine methyltransferase 5A) – білок, який кодується однойменним геном, розташованим у людей на короткому плечі 12-ї хромосоми. Довжина поліпептидного ланцюга білка становить 393 амінокислот, а молекулярна маса — 42 890.
| 10         |  | 20         |  | 30         |  | 40         |  | 50         |
| ---------- |  | ---------- |  | ---------- |  | ---------- |  | ---------- |
| MGEGGAAAAL |  | VAAAAAAAAA |  | AAAVVAGQRR |  | RRLGRRARCH |  | GPGRAAGGKM |
| SKPCAVEAAA |  | AAVAATAPGP |  | EMVERRGPGR |  | PRTDGENVFT |  | GQSKIYSYMS |
| PNKCSGMRFP |  | LQEENSVTHH |  | EVKCQGKPLA |  | GIYRKREEKR |  | NAGNAVRSAM |
| KSEEQKIKDA |  | RKGPLVPFPN |  | QKSEAAEPPK |  | TPPSSCDSTN |  | AAIAKQALKK |
| PIKGKQAPRK |  | KAQGKTQQNR |  | KLTDFYPVRR |  | SSRKSKAELQ |  | SEERKRIDEL |
| IESGKEEGMK |  | IDLIDGKGRG |  | VIATKQFSRG |  | DFVVEYHGDL |  | IEITDAKKRE |
| ALYAQDPSTG |  | CYMYYFQYLS |  | KTYCVDATRE |  | TNRLGRLINH |  | SKCGNCQTKL |
| HDIDGVPHLI |  | LIASRDIAAG |  | EELLYDYGDR |  | SKASIEAHPW |  | LKH        |

A: Аланін

C: Цистеїн

D: Аспарагінова кислота

E: Глутамінова кислота

F: Фенілаланін

G: Гліцин

H: Гістидин

I: Ізолейцин

K: Лізин

L: Лейцин

M: Метіонін

N: Аспарагін

P: Пролін

Q: Глутамін

R: Аргінін

S: Серин

T: Треонін

V: Валін

W: Триптофан

Кодований геном білок за функціями належить до трансфераз, репресорів, регуляторів хроматину, метилтрансфераз, фосфопротеїнів. 
Задіяний у таких біологічних процесах, як транскрипція, регуляція транскрипції, клітинний цикл, поділ клітини, мітоз, ацетилювання, альтернативний сплайсинг. 
Білок має сайт для зв'язування з S-аденозил-L-метіоніном. 
Локалізований у ядрі, хромосомах.